# Esquirol de musell llarg de Perny
L'esquirol de musell llarg de Perny (Dremomys pernyi) és una espècie de rosegador de la família dels esciúrids. Viu a l'Índia, Myanmar, Taiwan, el Vietnam i la Xina. Es tracta d'un animal diürn i arborícola. El seu hàbitat natural són els boscos perennifolis, de frondoses i de coníferes subtropicals montans. És una espècie en risc mínim, és a dir, no sembla que hi hagi cap amenaça significativa per a la seva supervivència.
Aquest tàxon fou anomenat en honor del missioner i botànic francès Paul Hubert Perny.